# بني محمد
بني مَحمد هي إحدى قرى ولاية قبلي وتتبع إداريا معتمدية قبلي الجنوبية، وتقع على الطريق التي تنطلق من مدينة قبلي باتجاه الغرب.